# Parpaudangan
Parpaudangan is een bestuurslaag in het regentschap Labuhan Batu Utara van de provincie Noord-Sumatra, Indonesië. Parpaudangan telt 3890 inwoners (volkstelling 2010).